# Claudette Peters
Claudette Peters, OH (sinh ngày 9 tháng 8 năm 1979) là một ca sĩ-nhạc sĩ dòng nhạc soca và soul đến từ đảo Antigua. Peters được biết đến với cái tên "Soca Diva" của Antigua và là giọng ca chính của ban nhạc Taxik. Claudette có nhiều vương miện của Đảng Jumpy và Groovy, trong đó cô đã giành chiến thắng từ Cuộc thi Quân chủ Đảng của Antigua Carnival hàng năm để biện minh cho tuyên bố của mình về sự nổi tiếng.

## Đầu đời
Peters bắt đầu hát trong Nhà thờ từ năm chín tuổi, và cũng hát trong dàn hợp xướng của trường. Cô coi những năm tháng của mình với vai trò là một thành viên của Dàn hợp xướng Thanh niên Anh giáo là nơi đào tạo và cung cấp những kinh nghiệm bổ ích nhất của cô. Claudette bắt đầu sự nghiệp ca hát trong khách sạn. Sau khi ra mắt cùng với Ken Ken Phoenix và Công ty, cô chuyển sang làm giọng ca nữ chính cho một số ban nhạc địa phương bao gồm Dread & the Baldhead, High Intense và Da Bhann.
Vào năm 1996, Claudette đã giành được danh hiệu Hoa hậu Thiếu niên, một nét đặc trưng của lễ kỷ niệm Carnival hàng năm của Antigua. Khoảng một thập kỷ sau, cô được đất nước của mình và Nữ hoàng Anh nâng lên danh hiệu Đơn đặt hàng của Di sản nguyên thủy nhất (OH).

## Nghề nghiệp
Lần đầu tiên Peters ghi dấu ấn của mình trên sân khấu Soca khu vực và quốc tế với đĩa đơn "Something's Got A Hold On Me" với Da Bhann vào năm 2002. Sau đó, cô đã có một hit cho cuộc thi soca tổ chức bởi Antigua Carnival. Peters cuối cùng đã rời khỏi 'Da Bhann' vì cô cảm thấy mình có thể được công nhận nhiều hơn với tư cách là một nghệ sĩ solo. Năm 2005, Claudette trở thành nữ nghệ sĩ đầu tiên giành được danh hiệu "Antigua Soca Monarch" với bài hát "All I know" trong đó giọng hát của cô được công chúng so sánh với biểu tượng soca Destra Garcia.
Claudette được mệnh danh là Nghệ sĩ nữ xuất sắc nhất tại Lễ trao giải Dự án Ngôi sao Vibes thường niên đầu tiên được tổ chức tại Antigua năm 2005. Cô cũng đã giành được giải thưởng Song Song của năm tại sự kiện. Cũng trong năm 2005, cô được mệnh danh là Nghệ sĩ Soca xuất sắc nhất tại Lễ trao giải Twilight Soca cho bài hát All I know. Năm tiếp theo, cô được đề cử Nghệ sĩ Phúc âm và Nữ xuất sắc nhất tại Giải thưởng Dự án Ngôi sao Vibes thường niên lần thứ hai. Cuối năm đó, với bốn đề cử Giải thưởng âm nhạc Soca quốc tế, cô đã giành được cúp Nghệ sĩ Soca nữ mới xuất sắc nhất cho bài hát "All I know" tại International Soca Awards được tổ chức tại thành phố New York.
Claudette thống trị cuộc thi Soca Monarch sau chiến thắng "All I know" năm 2005 của cô. Peters đã giành chiến thắng trong cuộc thi 2005-2008 cho đến khi cô tự nguyện quyết định không tham gia cuộc thi năm 2009.

### 2010: Quay trở lại Soca Monarch- Hiện tại
Claudette trở lại cuộc thi Soca Monarch năm 2010 và tuyên bố rằng tôi không nhận ra mình sẽ nhớ nó rất nhiều, khi trở về, cô ấy đã hát ca khúc hấp dẫn của chương trình với bài hát "Still Jamming" 
Claudette đã biểu diễn tại lễ kỷ niệm 10 năm của Tempo về sự tồn tại của nó ở Antigua cùng với Christopher Martin, Konshens, Asher Otto, Tian Winter, Ziggy Xếp hạng và Tarrus Riley vào ngày 31 tháng 1 năm 2015.
Tiêu đề Soca Monarch
| Groovy Monarch        | Jumpy Monarch     |
| --------------------- | ----------------- |
| 2007- Go Claudette Go | 2005- All I Know  |
| 2008- Carnival Day    | 2006- Make Waves  |
| 2010- Still Jamming   | 2007- Showtime    |
| 2011- Werk It         | 2008- Bring it on |
| 2015- Nasty           |                   |

## Danh sách đĩa hát

### Người độc thân
| "Something Got to Hold on Me"                                  | 2002 | - | - |
| "All I Know"                                                   | 2005 | - | - |
| "Make Wave"                                                    | 2006 | - | - |
| "Showtime"                                                     | 2007 | - | - |
| "Go Claudette, Go"                                             | 2007 | - | - |
| "Bring It On"                                                  | 2008 | - | - |
| "Still Jamming"                                                | 2010 | - | - |
| "Work It"                                                      | 2011 | - | - |
| "No Tomorrow"                                                  | 2012 | - | - |
| "Belong to A Flag"                                             | 2013 | - | - |
| "-" biểu thị đơn không được xếp hạng hoặc không được phát hành |      |   |   |

## Ảnh hưởng
Nguồn cảm hứng âm nhạc của Claudette được kế thừa từ Lauryn Hill, Alison Hinds, Machel Montano cùng với những người khác.